# Adrián Lastra
Luis Adrián Álvaro Lastra est un acteur et musicien espagnol né le 26 février 1984 à Madrid en Espagne.

## Biographie
En 2003, Adrián Lastra prend des cours de techniques vocales et de chant avec la chanteuse d'opéra Victoria Manso et étudie ensuite l'interprétation musicale avec  Patricia Ferro. Il réalise une performance à la Sala Clamores de Madrid avec la chanteuse et actrice argentine Susana Rinaldi.
En septembre 2003, il gagne le premier prix au concours national de musique Pop / Rock à Madrid, organisé par le producteur Arena Music.
En 2004, il débute au théâtre, suivis du cinéma.

## Filmographie

### Cinéma

#### Longs métrages
- 2009 : Fuga de cerebros de Fernando González Molina : Bakala #1
- 2011 : Fuga de cerebros 2 de Carlos Therón : Alfonso
- 2011 : Cousinhood de Daniel Sanchez Arévalo : José Miguel
- 2013 : Temporal de José Luis López Conzález : Un vendeur
- 2015 : De chica en chica de Sonia Sebastián : Gustavo
- 2016 : Noctem de Marcos Cabotá : Adrián
- 2016 : El club de los Buenos infieles de Lluís Segura : Le professeur
- 2016 : En tu cabeza de Daniel Sanchez Arévalo et Borja Cobeaga : Tomi
- 2017 : Toc Toc de Vicente Villanueva : Manolo dit Otto
- 2017 : Nadie muere en Ambrosía de Hector Valdez : Lázaro

#### Courts métrages
- 2007 : Dolly : Dos
- 2009 : En la misma cama : ?
- 2015 : Emprendedores 014 : Matías

### Télévision

#### Séries télévisées
- 2005-2006 : Corta-t : Pipo (9 épisodes)
- 2006 : Tirando a dar : ? (1 épisode)
- 2006-2007 : Los Hombres de Paco : ? (2 épisodes)
- 2007 : Yo soy Bea : ? (1 épisode)
- 2007 : Génésis, en la mente del asesino : Fan (1 épisode)
- 2007 : Cuenta Atras : L'amie de Rosa (1 épisode)
- 2008 : Impares : El Ruli (4 épisodes)
- 2008-2009 : Lalola : Boogie (103 épisodes)
- 2009 : Bicho malo : El Ruli (40 épisodes)
- 2011 : Aída : Luis (1 épisode)
- 2012 : Stamos okupa2 : Pistolas (13 épisodes)
- 2013-2016 : Velvet : Pedro Infantes (55 épisodes)
- 2021 : Jaguar : Sordo

#### Téléfilms
- 2014 : Un país de cuento de José Mota : ?

### Théâtres et Comédies musicales
- 2004 : Broadway Millenium
- 2005 : Ragtime
- 2004-2005 : Flashdance
- 2004-2005 : La Década Prodigiosa
- 2005-à présent : Hoy no me puedo levantar : Colate/Mario/Panchi
- 2009-2010 : 40, El Musical : Joaquin
- 2012 : Más de cien mentiras : Tuli
- 2015-à présent : El discurso del rey : Rey Jorge VI

## Prix et Nominations
- Prix Gran Via du meilleur cover masculin dans Hoy no me puedo levantar (2007)
- Nomination de la révélation masculine pour Primos (2012)
- Prix San Pancracio de la révélation masculine pour Primos (2012)
- Prix La Alcazaba de l'acteur secondaire pour Velvet (2014)
- Prix Kapital 2014 du meilleur acteur de comédie musicale dans Hoy no me puedo levantar (2014)
- Nomination aux Neox Fan Awards de l'acteur principal de la télé dans Velvet (2015)
- Prix Ercilla du meilleur interprète masculin dans El discurso del rey (2016)